# Bartolomé Ruiz de Estrada
Bartolomé Ruiz de Estrada (Moguer, 1482-Cajamarca, 1532) fue un conquistador español que pasó a la historia por formar parte de la expedición de los Trece de la Fama, y por ser el primer español en avistar costas del actual Ecuador y desembarcar en ellas. Fundó la ciudad de San Mateo en la provincia de Esmeraldas (en el actual Ecuador) el 21 de septiembre de 1526.

## Biografía
Nació en Moguer en el año 1482. Fue reconocido como Piloto experto bajo las órdenes del Almirante Cristóbal Colón. Se desconoce la fecha en que pasó a América con su hijo Martín Yáñez de Estrada y su hermano Bartolomé Díaz, que le seguirán en todas sus empresas. Primero acompañó a Lorenzo de Aldana en sus viajes por las costas de Panamá.

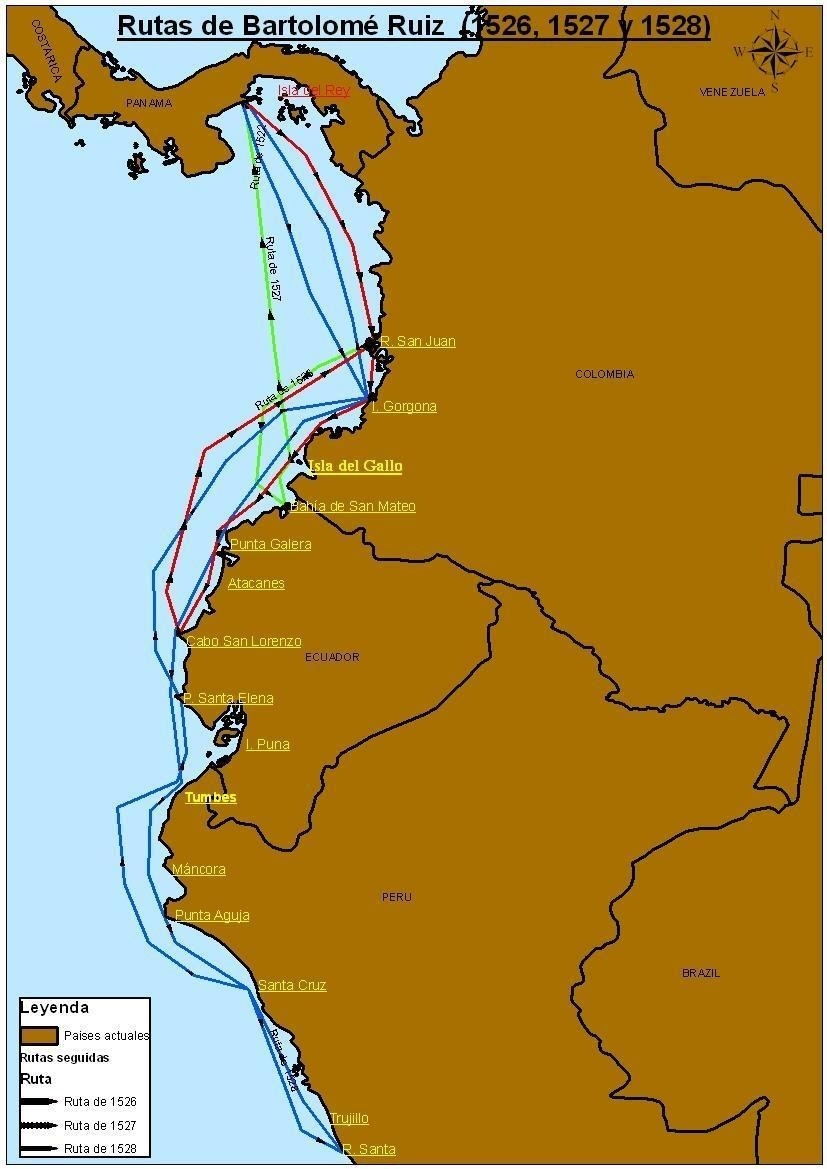
Rutas de Bartolomé Ruiz (1526-1528).

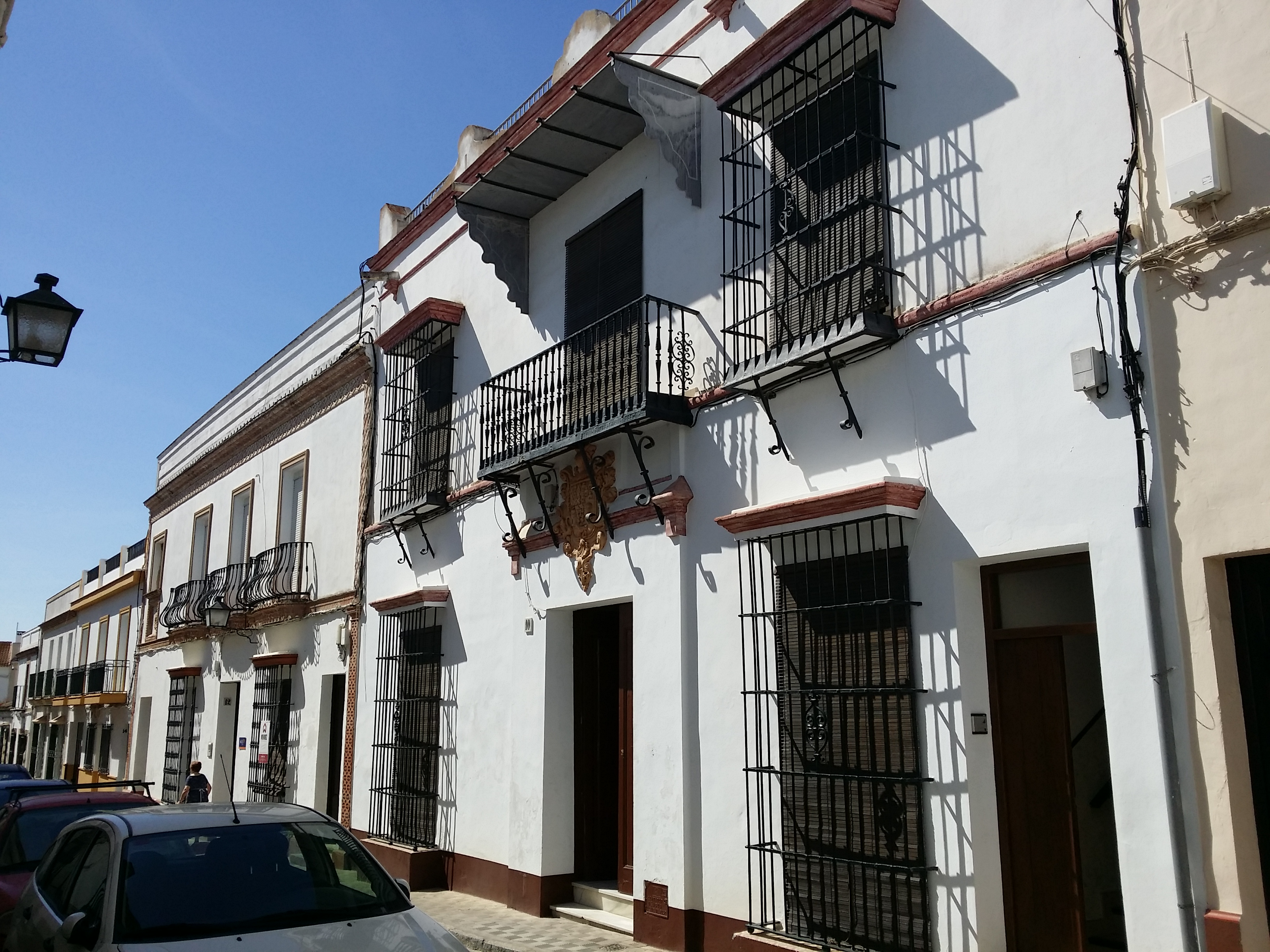
Casa de Bartolomé Ruiz y su familia, con labra de escudo de armas. (Moguer)

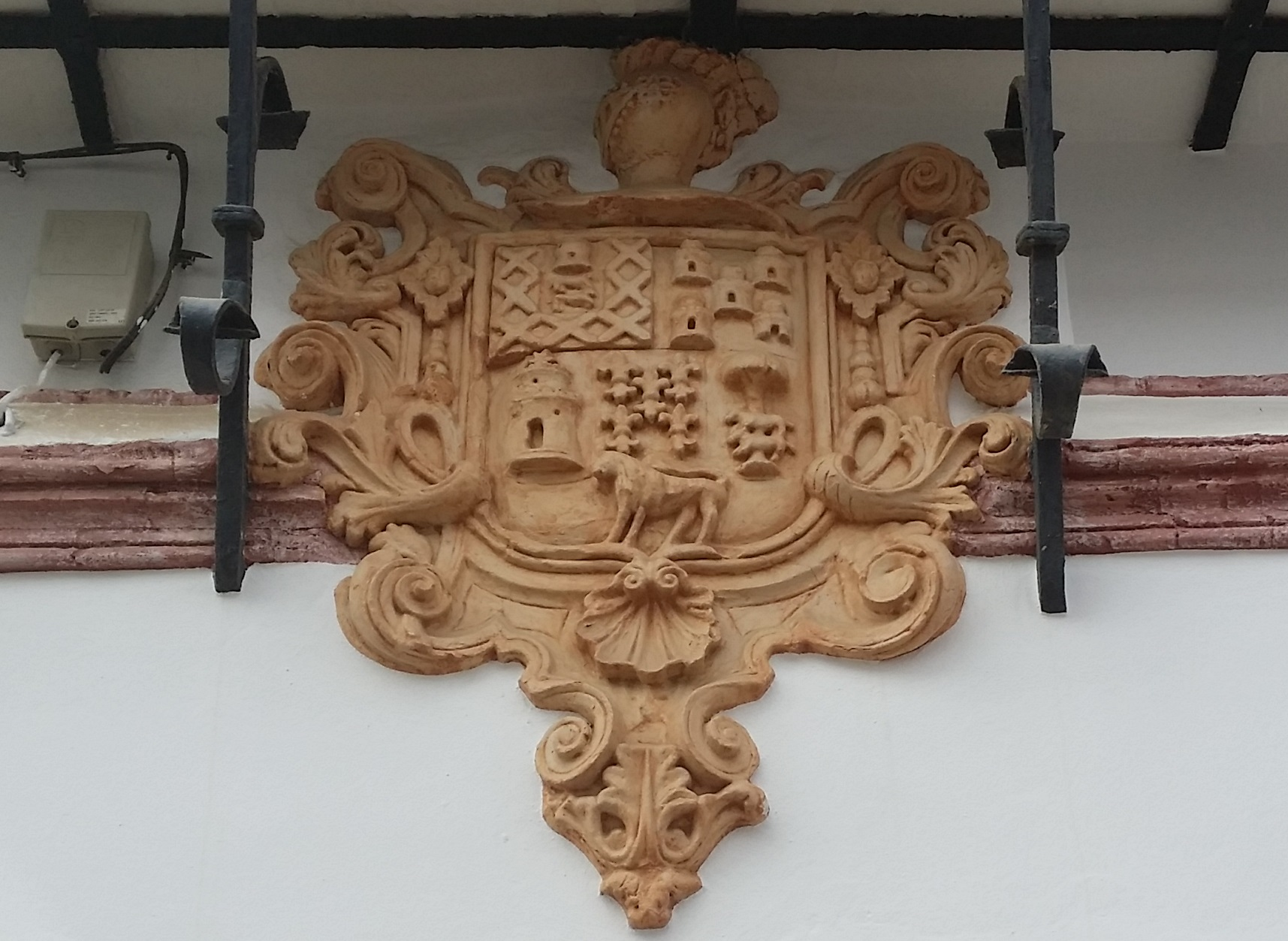
Detalle escudo armas de Casa.

En 1524 Francisco Pizarro y Diego de Almagro se asocian e inician con 160 hombres, entre los cuales se encontraba el piloto moguereño Bartolomé Ruiz, la conquista de los reinos situados al sur. Navegan por espacio de sesenta días por el actual litoral colombiano, soportando duros enfrentamientos con los indios de la costa sur de Panamá. Pizarro llega a recibir hasta siete lanzadas y Almagro pierde un ojo a causa de una flecha.
Bartolomé Ruiz avistó en su nave la Isla del Gallo frente a la actual Tumaco en las costas ecuatorianas, visitó la punta de Manglares, el río Santiago, Puma Lagartos, Punta de Ostiones, islas del Corcovado, el cabo de San Francisco -así llamado en honor a Pizarro-, el morro de Jama, la punta Pedernales o Palmar, el poblado de San Juan de Coaques donde halló a los indios muisnes o cojimíes que fueron tan amigables que pidieron que les dejara al soldado Bocanegra con ellos y al regreso le recogieron enjoyado y cubierto de oro.
De Coaques partió hacia la línea equinoccial que cruzó sin problemas, pasó a la bahía de los indios Caráquez y a la de San Mateo, allí encontró a la población de Jocay, hoy Manta. Entonces enfiló hacia el adoratorio de la diosa Umiña en una isla que por la abundancia de plata la llamó así. Una vez se hizo con abundantes joyas de ese metal, regresó, hallando por el camino una balsa grande de comerciantes indígenas de Salangone, los cuales dieron informaciones de gran valor sobre las costas hasta el norte.
En abril de 1526 arriban a la Isla del Gallo. Es entonces cuando tuvo lugar la famosa escena de los Trece de la Fama. Sobre la escena que se vivió en la Isla del Gallo, luego que Juan Tafur le trasmitiera la orden del gobernador Pedro de los Ríos, nos la novela el historiador José Antonio del Busto:

El trujillano no se dejó ganar por la pasión y, desenvainando su espada, avanzó con ella desnuda hasta sus hombres. Se detuvo frente a ellos, los miró a todos y evitándose una arenga larga se limitó a decir, al tiempo que, según posteriores testimonios, trazaba con el arma una raya sobre la arena: 
— «Por este lado se va a Panamá, a ser pobres, por este otro al Perú, a ser ricos; escoja el que fuere buen castellano lo que más bien le estuviere».

Un silencio de muerte rubricó las palabras del héroe, pero pasados los primeros instantes de la duda, se sintió crujir la arena húmeda bajo los borceguíes y las alpargatas de los valientes, que en número de trece, pasaron la raya. Pizarro, cuando los vio cruzar la línea, «no poco se alegró, dando gracias a Dios por ello, pues había sido servido de ponelles en corazón la quedada». Sus nombres han quedado en la Historia.
José Antonio del Busto

Bartolomé Ruiz fue el primero de los trece que la atravesó, embarcando posteriormente hacia Panamá a recabar nuevos auxilios de los socios Almagro y Luque para proseguir la empresa. Unidos avanzaron hacia el sur, ruta ya conocida por Bartolomé Ruiz, y en septiembre de 1527 arribaron a la península de Santa Elena y poco después al golfo de Guayaquil y costas de Tumbes, donde construyeron una fortaleza denominada Nueva Valencia. 
El 21 de septiembre de 1526, fundó en Ecuador la población de San Mateo en la provincia de Esmeraldas (Ecuador). En 1529 se ausentó a España a fin de contratar con la Corona el derecho de conquista sobre tan amplia región del Nuevo Mundo, Bartolomé Ruiz pasó con Nicolás Rivera y dos buques al puerto de Posesión, a fin de preparar auxilios en Nicaragua y, como Pedrarias se oponía en el fondo al proyecto de Pizarro, hizo instaurar un juicio para averiguar la forma en que se sacaba a los españoles. Pero Bartolomé Ruiz regresó a Panamá con muchísimos de ellos, al punto que la otra nave del capitán Juan Cabezas tuvo que dejar algunos porque se encontraba sobrecargada y corría peligro de hundirse.
El 26 de julio de 1529 firmó Pizarro en Toledo las Capitulaciones con el Emperador Carlos V. En ella se otorgan a Bartolomé Ruiz los honores y derechos de «'Hidalgo, Caballero de la Espuela Dorada, Piloto de la Mar del Sur con 75.000 maravedíes de salario por año y Regidor Perpetuo de Tumbes». Igualmente logró el título de Escribano de Tumbes para uno de sus hijos, pero dichas mercedes no le parecieron suficientes a Bartolomé Ruiz e intervino Almagro para tranquilizarle, sin que llegara a reconciliarse del todo con Pizarro. Por ello quedó en Panamá en 1530 con Almagro, esperando a la gente de Nicaragua, mientras Pizarro seguía la conquista del Perú.
Apresado el inca Atahualpa en Cajamarca en 1532, Bartolomé Ruiz arribó con tres naves a las costas de Tumbes, pasando con su gente a Piura y Cajamarca. En esta última ciudad falleció súbitamente de fiebres. Tenía 50 años y estaba considerado el mayor práctico en navegación de los mares americanos de occidente y ostentando, entre otros muchos reconocimientos, los títulos de Caballero de la Espuela Dorada y Piloto de la Mar del Sur otorgados por el emperador Carlos V.